# Steffen Berg

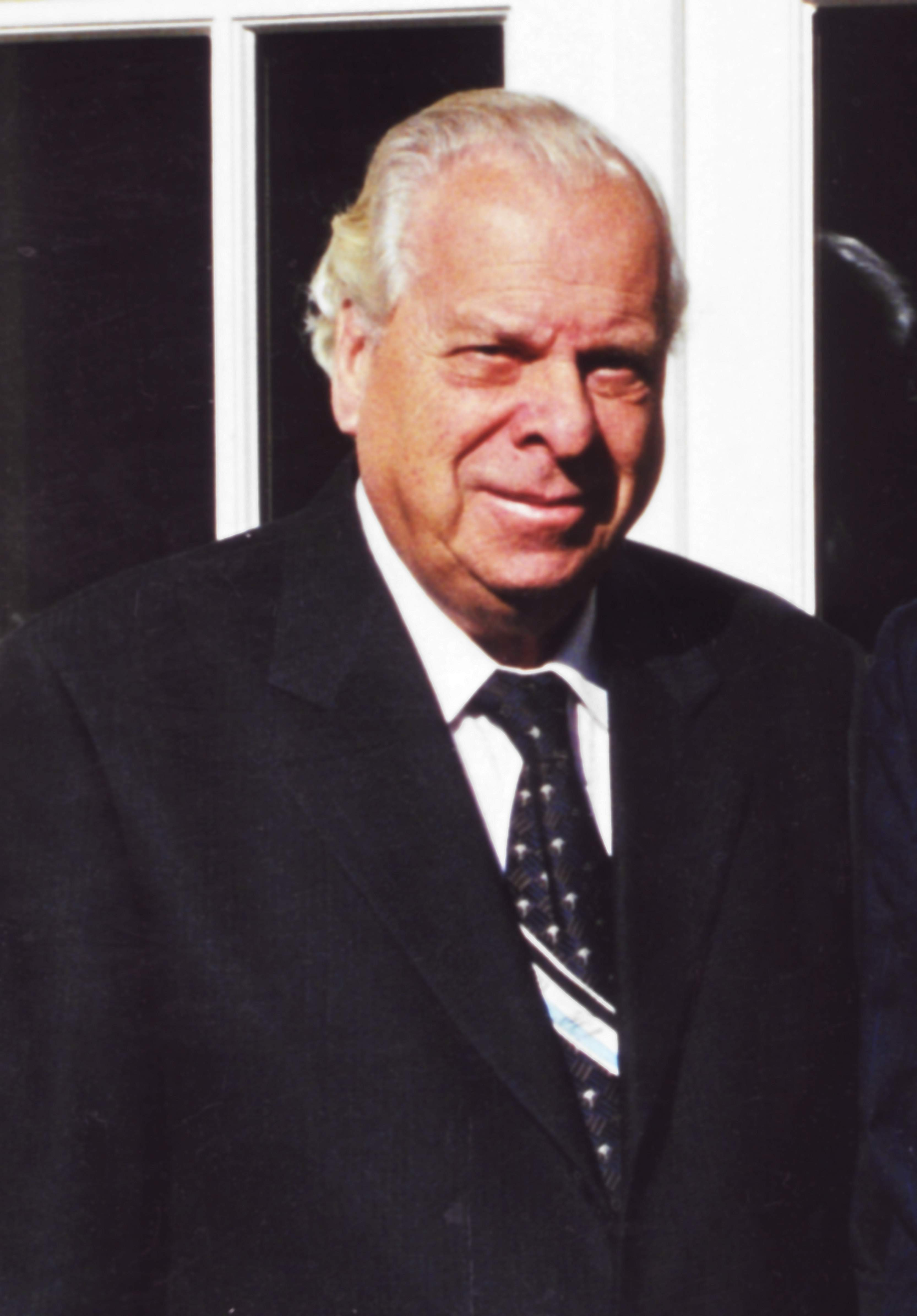
Steffen Berg, vor 2002

Steffen Peter Berg (* 27. September 1921 in Düsseldorf; † 22. Januar 2011 in Deisenhofen (Oberhaching)) war ein deutscher Rechtsmediziner.

## Leben
Bergs Eltern waren der Gerichtsmediziner Carol Berg und dessen Ehefrau Marie geb. Benoit. Der Vater war in Düsseldorf zunächst Gerichtsarzt und wurde später Professor und Direktor des neugegründeten gerichtsärztlichen Instituts an der Medizinischen Akademie Düsseldorf. Nachdem der Vater 1936 als Emeritus gestorben war, zog Steffen Berg mit seiner Mutter und seinem Bruder nach München, wo er zwei Jahre später das Abitur ablegte. Anschließend wurde er im Reichsarbeitsdienst in Grabenstätt am Chiemsee zur Trockenlegung eines Moores eingesetzt. Schon während der Arbeitsdienstzeit erhielt er eine volle militärische Ausbildung.

### Studium
Im Herbst 1938 begann er an der Ludwig-Maximilians-Universität Medizin zu studieren. Im Frühjahr 1939 besuchte er einen Einführungslehrgang für Studienanfänger, den der Nationalsozialistische Deutsche Studentenbund in Seeshaupt ausrichtete. Dort lernte er Mitglieder der Münchner Kameradschaft „Prinz Eugen von Savoyen“ kennen. Berg wurde Mitglied. Einige der 35 Angehörigen suchten die Verbindung zur Altherrenschaft des Corps Suevia München. Mit Beginn des Überfalls auf Polen wurde die sog. Trimesterregelung – drei Studienabschnitte in einem Jahr – eingeführt. 1941 nach dem 7. Semester zum Heer (Wehrmacht) eingezogen, diente Berg von Januar 1941 bis 1943 in einem Panzerartillerieregiment in Russland. Der hohe Verlust an Ärzten führte dazu, dass Medizinstudenten ab dem 7. Semester von der Kriegsfront abgezogen und, in Studentenkompanien zusammengefasst, zum Weiterstudium an ihre Heimatuniversitäten abkommandiert wurden. So konnte Berg 1943 sein Studium in München fortführen und wieder am Leben der Kameradschaft  teilnehmen. Der „engere Kreis“ innerhalb der Kameradschaft versuchte das corpsstudentische Erbe der Suevia wiederzubeleben. Dazu gehörte auch das (verbotene) Fechten. In aller Heimlichkeit ließ man sich von Helmut Jebens (1914–1992), einem angehenden Kinderarzt der Tübinger Franken, auf dem Corpshaus von Franconia München einpauken. Der erste Münchner Bestimmtag seit 1938 war der 25./26. Juli 1943 auf dem Haus von Bavaria Würzburg. Die zweite Partie focht Berg am 29. April 1944 auf dem Haus von Franconia München. Auch dieser Bestimmtag stand unter strengster Geheimhaltung; denn Schmisse konnten als Selbstverstümmelung und Wehrkraftzersetzung geahndet werden. Nach dem Krieg war Berg einer von nur zwei Angehörigen der Kameradschaft Prinz Eugen, die gefochten hatten und bei Suevia München recipiert worden waren.

### Rechtsmedizin
Nach dem Staatsexamen und der Promotion zum Dr. med. (1944) kam Berg noch einmal zum Einsatz an die Deutsche Westfront 1944/1945, wo er in amerikanische Gefangenschaft geriet. Im Winter 1945/46 entlassen, absolvierte er zunächst die klinische Assistentenzeit im Lungenkrankenhaus Gauting. Ab 1946 war er Assistent in der Gerichtsmedizin der Universität München. 1952 begann er ein Zweitstudium der Biologie mit dem Schwerpunkt Mikrobiologie. 1959 wurde er Medizinalrat am Landeskriminalamt Bayern, wo er bald zum Leiter der kriminaltechnischen Abteilung ernannt und zum Regierungsmedizinaldirektor befördert wurde. Gleichzeitig arbeitete er in der Münchner Rechtsmedizin an seiner Habilitationsschrift. Die Habilitation erfolgte 1964. Im Jahr darauf wurde er von der Georg-August-Universität Göttingen als o. Professor und Leiter des Instituts für Gerichtliche Medizin und Kriminalistik berufen. Er widmete sich vor allem der naturwissenschaftlichen Kriminalistik, dem Medizinrecht, der medizinischen Ethik und rechtsmedizinischen Befunden in der Archäologie. Er war viele Jahre Vorsitzender der Ethikkommission der Medizinischen Fakultät, einer der ersten Ethikkommissionen Deutschlands. 1989, nach 23 Jahren, wurde er emeritiert. Am 22. Januar 2011 starb er  im Alter von 89 Jahren. Beerdigt ist er auf dem Friedhof von Oberhaching.

### Ehe
Verheiratet war Berg seit dem 11. Juli 1943 mit Gila Berg, geborene Hörttrich. Aus der glücklichen, über 67 Jahre dauernden Ehe gingen drei Töchter und ein Sohn hervor.

## Ehrungen
- Ehrenmitglied der Deutschen Gesellschaft für Rechtsmedizin
- Ehrenmitglied der Italienischen Gesellschaft für Rechtsmedizin
- Albrecht-von-Haller-Medaille der Universität Göttingen (1991)
- Konrad-Händel-Preis (2003)

## Werke
- Gerichtliche und Begutachtungsmedizin. Rudolph Müller und Steinicke, München 1950
- Grundriß der Rechtsmedizin, mit Arztrecht und Versicherungsbegutachtung. Rudolph Müller und Steinicke, München 1958 (3. Auflage), 1960 (4. Auflage), 1963 (5. Auflage), 1964 (6. Auflage), 1968 (8. Auflage), 1971 (9. Auflage, ISBN 3-87569-010-9), 1973 (10. Auflage, ISBN 3-87569-011-7), 1976 (11. Auflage, ISBN 3-87569-012-5), 1984 (12. Auflage, ISBN 3-87569-013-3)
- Das Sexualverbrechen: Erscheinungsformen u. Kriminalistik d. Sittlichkeitsdelikte. Verlag Kriminalistik, Hamburg 1963.
- mit Renate Rolle und Henning Seemann: Der Archäologe und der Tod. Archäologie und Gerichtsmedizin. C.J. Bucher, München und Luzern 1981, ISBN 3-7658-0350-2.
- Unerwartete Todesfälle in Klinik und Praxis. Springer, Berlin 1992, ISBN 3-540-55415-7
- Forensische Osteologie: Anthropologie, Biomechanik, Klinik, Archäologie. Schmidt-Römhild, Lübeck 1995, ISBN 3-7950-0308-3.
- Identifikation unbekannter Toter: interdisziplinäre Methodik, forensische Osteologie. Schmidt-Römhild, Lübeck 1998, ISBN 3-7950-0629-5.
- Anwalt der Opfer: ein Gerichtsmediziner erinnert sich. Einhorn-Presse-Verlag, Reinbek 2002, ISBN 3-88756-465-0.[7]
- Die Seele: philosophische und naturwissenschaftliche Aspekte. Schmidt-Römhild, Lübeck 2006, ISBN 978-3-7950-7032-8.
- Von der Kameradschaft Prinz Eugen zum Corps Suevia. Zeitzeugenbericht über das Medizinstudium in München 1938–1946. Einst und Jetzt, Jahrbuch des Vereins für corpsstudentische Geschichtsforschung, Bd. 66 (2021), S. 253–272.